# Limnophyes acutus
Limnophyes acutus är en tvåvingeart som beskrevs av Maurice Emile Marie Goetghebuer 1932. Limnophyes acutus ingår i släktet Limnophyes och familjen fjädermyggor.
Artens utbredningsområde är Belgien. Inga underarter finns listade i Catalogue of Life.